# Народни музеј Зајечар
Народни музеј у Зајечару, основан је 27. марта 1951. године, као Градски музеј од стране Градског народног одбора општине Зајечар, а током времена је прерастао у музеј комплексног типа, са одељењима за нематеријално културно наслеђе. Налази се у самом центру Зајечара, на главном градском тргу, у улици Драгослава Срејовића 2, недалеко од градске управе Зајечар.
У склопу Народног музеја налазе се: Радул бегов конак, Турска воденица и археолошко налазиште Феликс Ромулијана.

## Историја
Зграда у којој се налази музеј саграђена је 1927. године за потребе војне установе за пројектовање путева. Музеј располаже укупном површином од 750 метара квадратних.
Простор у коме се налази није у складу са потребама музеја, како изложбеног простора и простора за депоновање и чување материјала, тако и простора за рад особља. Зграда Музеја у Зајечару утврђена је као споменик културе.
Почетком 90-их година долази до прекретнице у раду музеја. Стална поставка историјског одељења је расформирана, након чега је историјско одељење остало до данашњег дана без изложбеног простора. Збирке сталне поставке нашле су се пред преиспитивањем условљеним временском дистанцом од пола века праћене сталним реинвентарисањем. Дуго запостављени и заборављени предмети, фотографије и документи из ратова са почетка 20. века, иако се данас налазе само спорадично, полако попуњавају збирку.
Приликом оснивања, музеј је поседовао десетак предмета из археологије, нађених случајно приликом земљаних радова. Пуни развој ово одељење музеја добија од 1953. године када почињу археолошка истраживања на касноантичком налазишту Феликс Ромулиана.
Етнолошко одељење Народног музеја у Зајечару основано је последње, 1952. године.
Дана 23. јуна 1984. године др Драгослав Срејовић открио је натпис FELIX ROMULIANA назив резиденције римског цара Гаја Галерија Валерија Максимијана (297–311). Године 2007. на 31. седници УНЕСКО FELIX ROMULIANA уврштена је на листу светске културне баштине. Године 2010. била је реконструкција историјског одељења и нова поставка са акцентом на личности које су се својим радом издвојиле из локалне средине и утицале на живот у читавој држави, попут Адама Богосављевића, Николе Пашића, Ђорђа Генчића и других.

## Музеј данас
Данашњи назив Народног музеја датира из 1961. године. Музеј је комплексног типа и у оквиру њега раде стручна одељења:
- одељење историје
- одељење историје уметности
- одељење археологије
- одељење етнологије

### Историја уметности
Непосредно након оснивања Музеја разматрала се могућност формирања одељења историје уметности. У почетку, средином 20. века, постојала је мала галерија која је поседовала свега неколико слика и копија фресака. Основ галерије чинила су дела откупљена са групних и самосталних изложби чланова УЛУС-а које су се одржавале у Зајечару педесетих и шездесетих година двадесетог века. Са прикупљањем дела српских стваралаца наставило се током презентација савремених кретања у ликовној уметности. Сабирачка делатност била је усмерена и на дела завичајних уметника рођених на овом подручју, али и од оних који су се овде школовали, живели и стварали, па је тако музеј до друге половине 20. века имао и дела познатих стваралаца као што су Вера Божичковић Поповић, Оља Ивањицки, Леонид Шејка, Велизара Крстића и многих других.
Музеј поседује богату збирку дела професора цртања Душана Адамовића. Збирка поседује и значајан број ликовних дела руских емиграната који су након Октобарске револуције и грађанског рата у Русији, своје уточиште нашли у Зајечару.
Данас одељење историје уметности броји преко хиљаду уметничких дела сврстаних у збирке предмета ликовне уметности. Збирка садржи радове од краја 19. века до данас и збирке предмета примењене уметности које датирају из друге половине 20. века.

### Историјско одељење
Одељење Народног музеја основано је 1951. године, исте године када је основан и музеј.
Сва историјска одељења у музејима широм некадашње Социјалистичке Федеративне Републике Југославије основана су са јединим задатком који је подразумевао неговање ослободилачких и револуционарних традиција. Основана су од стране одељења НОР-а или НОБ-а. Збирке које су формиране при њима биле су једнообразне и тек понегде су одступале од револуционарних тековина друге половине 20. века.
Одељење зајечарског музеја од самог почетка привукло је пажњу једног од догађаја из прошлости — Тимочке буне. Формиране су две сталне поставке: Народноослободилачка борба у Тимочкој крајини и Тимочка буна 1883. године, на којима су били изложени леци, прогласи, фотографије и оружје.
Приликом обележавања стогодишњице Тимочке буне, 1983. године, у склопу читавог низа манифестација, основано је и истурено одељење музеја, „Стара апсана” у Бољевцу, тематски посвећено овом догађају.
Историјска збирка данас садржи нешто више од 2500 предмета који су подељени по колекцијама. У склопу тога се налазе четири меморијалне збирке од великог значаја: збирка Николе Пашића, Антонија Антића и двојице политичара из реда ратних кадрова активних у другој половини 20. века: Добривоја Радосављевића Бобија и Живана Васиљевића.

### Археологија
Када 1953. године почињу археолошка истраживања на налазишту Феликс Ромулијани, археологија доживљава свој пуни развој. Пре ових истраживања музеј је поседовао само десетак предмета нађених случајним ископавањем. Данас археолошко одељење поседује збирке Феликс Ромулијане које садрже око 3.000 предмета. Већина налаза потиче из периода између 4. и 6. века пре нове ере. Сем ове збирке други археолошки налази су груписани у три групе: праисторијску, античку и средњовековну збирку.
Као засебна целина постоји и нумизматичка збирка која садржи укупно 684 новчића, од чега је 163 новчића из збирке Гамзиграда, а осталих 521 са осталих налазишта.

### Етнологија
Основано је 1952. године и данас поседује око 5000 предмета из периода од краја 18. до 21. века. Предмети потичу претежно са територије града Зајечара, али и са територија других општина источне Србије. Сврстани су у збирке у оквиру група: етнологије града и етнологија села. Збирке одликује велика разноврсност, јер околина Зајечара представља чвориште десетак разнородних етничких струја са све четири стране света. Посебно се истичу колекције: накита, преслица, појасева, чарапа и рукавица. Етнологији је посвећен један део сталне поставке у самој згради Музеја.
Етнолошко одељење има три своја депанданса. Први је Радул-бегов конак, споменик народне архитектуре из 18. века, најстарију зграду у Зајечару, где се на спрату налази стална поставка везана за стари Зајечар. Други депанданс је Турска воденица, такође споменик народне архитектуре са почетка 19. века, а трећи депанданс чини кућа у Малом Извору, споменику народног градитељства са краја 19. века где се планира пребацивање сталне етнолошке поставке.